# Astragalus crymophilus
Astragalus crymophilus es una especie de planta del género Astragalus, de la familia de las leguminosas, orden Fabales.

## Distribución
Astragalus crymophilus se distribuye por Bolivia (Potos y Tarija) y Argentina (Jujuy).

## Taxonomía
Fue descrita científicamente por I. M. Johnston. Fue publicada en J. Arnold Arbor. 28: 400 (1947).